# Nga
Nga is een bestuurslaag in het regentschap Aceh Utara van de provincie Atjeh, Indonesië. Nga telt 530 inwoners (volkstelling 2010).